# (4357) Korinthos
(4357) Korinthos ist ein Asteroid des Hauptgürtels, der am 29. September 1973 vom Forscherteam Cornelis Johannes van Houten und Tom Gehrels im Rahmen des Palomar-Leiden-Surveys entdeckt wurde.
Der Asteroid ist nach der griechischen Stadt Korinth benannt.